# RIZIN.27
Yogibo presents RIZIN.27（ヨギボー・プレゼンツ・ライジン・トゥエンティセブン）は、日本の総合格闘技団体「RIZIN」の大会の一つ。
2021年3月21日に愛知県名古屋市の名古屋市総合体育館（日本ガイシホール）で開催された。

## 概要
メインイベントでは、女子スーパーアトム級タイトルマッチとして、王者の浜崎朱加と浅倉カンナが対戦。浜崎が判定で勝利し、初防衛に成功した。また、DEEPとパンクラスの王者対決となった一戦では、DEEP王者の武田光司がパンクラス王者の久米鷹介に判定で勝利した。
また、スダリオ剛がプロレスラーの宮本和志に試合開始8秒でKO勝利したものの、スダリオが終了のゴング後もさらに宮本に攻撃を加えたため、両軍セコンドを交えた乱闘が起きるなど話題を集めた。

## 対戦カード
第1試合 MMAルール 57.0kg契約 5分3R 肘あり
×  杉⼭廣平 vs.  伊藤裕樹 ○
1R 0:33 TKO（左ストレート)
第2試合 キックボクシングルール 55.0kg契約 3分3R
○  内藤凌太 vs.  HIROKI ×
3R終了 判定3-0
第3試合 キックボクシングルール 64.0kg契約 3分3R
－  桜井力 vs.  吉田陸 －
1R 0:43 ノーコンテスト（体重超過）
※試合は桜井がKO勝利したが、桜井の体重超過（1.95㎏超過）によるペナルティ（レッドカード提示（減点2））でノーコンテスト。
第4試合 キックボクシングルール 53.0kg契約 3分3R
△  佐藤執斗 vs.  國本真義 △
3R終了 判定0-1（ドロー）
第5試合 57.0kg契約 5分3R 肘あり
○  村元友太郎 vs.  山本聖悟 ×
1R 2:37 KO（スタンドパンチ）
第6試合 MMAルール 61.0kg契約 5分3R 肘あり
○  渡部修斗 vs.  田丸匠 ×
2R 4:13 リアネイキッドチョーク
第7試合 MMAルール 61.0kg契約 5分3R 肘あり
×  祖根寿麻 vs.  獅庵 ○
1R 0:27 KO（左フック）
第8試合 MMAルール 66.0kg契約 5分3R 肘あり
×  関鉄矢 vs.  堀江圭功 ○
3R 1:16 TKO（右ストレート→パウンド）
第9試合 キックボクシングルール 61.0kg契約 3分3R
○  大雅 vs.  基山幹太 ×
3R終了 判定3-0
第10試合 MMAルール 120.0kg契約 5分3R 肘あり
○  スダリオ剛 vs.  宮本和志 ×
1R 0:08 KO（スタンドパンチ）
第11試合 MMAルール 66.0kg契約 5分3R 肘あり
○  クレベル・コイケ vs.  摩嶋一整 ×
2R 3:02 三角絞め
第12試合 MMAルール 71.0kg契約 5分3R 肘あり
○  武田光司 vs.  久米鷹介 ×
3R終了 判定3-0
第13試合 MMAルール 71.0kg契約 5分3R
○  ホベルト・サトシ・ソウザ vs.  徳留一樹 ×
2R 1:44 三角絞め
第14試合 女子MMAルール 49.0kg契約 5分3R 肘あり
女子スーパーアトム級タイトルマッチ
○  浜崎朱加 vs.  浅倉カンナ ×
3R終了 判定2-1
※浜崎が王座の初防衛に成功。